# 里德爾維爾 (伊利諾伊州)
里德爾維爾（英語：Riddleville）是位於美國伊利諾伊州克勞福德縣的一個非建制地區。該地的面積和人口皆未知。

## 地理
里德爾維爾的座標為38°51′07″N 87°39′05″W / 38.85194°N 87.65139°W，而該地的平均海拔高度為151米（即495英尺）。